# عملية أوبرا
عملية أوبرا المعروفة أيضًا باسم عملية بابل، هي غارة جوية إسرائيلية مفاجئة نُفذت في 7 يونيو 1981، وأسفرت عن تدمير مفاعل نووي عراقي قيد الإنشاء على بعد 17 كيلومترًا (10.5 ميلًا) من جنوب شرق بغداد. نُفذت هذه العملية بعد أن تسببت عملية السيف المحروق الإيرانية الفاشلة بأضرار طفيفة في نفس المنشأة النووية في العام السابق، وأصلح فنيون فرنسيون الضرر بعد ذلك. في أعقاب ذلك، رسخت عملية أوبرا وما يتصل بها من تصريحات للحكومة الإسرائيلية عقيدة بيغن، الذي أعلن صراحة أن الهجمة ليست حالة شاذة، وإنما «سابقة لكل حكومة مقبلة في إسرائيل». أضافت هجمة إسرائيل الوقائية لمكافحة الانتشار بُعدًا آخر لسياستها القائمة التي تتمثل بالغموض المتعمد، إذ أنها تتعلق بالقدرة النووية لدول أخرى في المنطقة.
في عام 1976، اشترى العراق مفاعلًا نوويًا من طراز «أوسايرس» من فرنسا. بينما أكدت فرنسا والعراق أن المفاعل، الذي أطلق عليه الفرنسيون اسم أوزيراك، مخصص للبحث العلمي السلمي، نظر الإسرائيليون إلى المفاعل بريبة، ظنًا منهم بأنه مصمم لتصنيع الأسلحة النووية. في 7 يونيو 1981، قصفت طائرة مقاتلة تابعة للقوات الجوية الإسرائيلية من طراز إف-16 الصقر المقاتل، برفقة طائرة من طراز إف - 15 إيغل، مفاعل أوزيراك وألحقتا به أضرار جسيمة. وصفت إسرائيل هذه العملية بأنها دفاع عن النفس، وقالت إن المفاعل امتلك «أقل من شهر» قبل أن يصبح خطرًا. قُتل 10 جنود عراقيين ومدني فرنسي واحد. حدث الهجوم قبل ثلاثة أسابيع تقريبًا من انتخابات الكنيست.
في ذلك الحين، لاقى الهجوم انتقادًا دوليًا حادًا، بما في ذلك في الولايات المتحدة، واستنكر مجلس الأمن التابع للأمم المتحدة والجمعية العامة للأمم المتحدة إسرائيل في قرارين منفصلين. كانت ردود الفعل الإعلامية سلبية أيضًا: «كان هجوم إسرائيل المفاجئ... عملًا عدوانيًا غير مبرر وضيق الأفق»، هكذا كتبت صحيفة نيويورك تايمز، في حين أطلقت صحيفة لوس أنجلوس تايمز على الهجوم وصف «إرهاب الدولة». يُشار إلى أوزيراك كمثال للهجمة الوقائية في البحث المعاصر حول القانون الدولي. يناقش المؤرخون فعالية الهجوم، والذين يعترفون بأنه قد أعاد العراق من هاوية القدرة النووية ولكنه دفع ببرنامج أسلحته ليستمر بالخفاء وعزز طموحات صدام حسين المستقبلية بالحصول على الأسلحة النووية.

## البرنامج النووي العراقي
أنشأ العراق برنامجًا نوويًا في وقت ما من ستينيات القرن العشرين، وتطلع في منتصف سبعينيات القرن العشرين إلى توسيعه عن طريق اقتناء مفاعل نووي. بعد الفشل في إقناع الحكومة الفرنسية ببيعها مفاعل تبريد غازي منتج للبلوتونيوم ويعمل بتقنية إعادة المعالجة النووية، فضلًا عن الفشل في إقناع الحكومة الإيطالية ببيعها مفاعل سيرين، أقنعت الحكومة العراقية الحكومة الفرنسية ببيعها مفاعل أبحاث من طراز أوسايرس. شملت عملية الشراء مفاعلًا مصاحبًا أصغر من طراز أيسيس وبيع 72 كيلوغرامًا من اليورانيوم المخصب بنسبة 93% وتدريب طاقم الموظفين. مُنحت التكلفة الإجمالية والتي بلغت 300 مليون دولار. وفي نوفمبر 1975، وقعت الدول على اتفاق للتعاون النووي وفي عام 1976، أُنجزت عملية بيع المفاعل.
بدأ بناء مفاعل الماء الخفيف الذي تبلغ قدرته 40 ميغاواط في عام 1979 في منشأة التويثة للأبحاث النووية بالقرب من بغداد. أطلق الفرنسيون على المفاعل الرئيسي اسم أوزيراك، كجمع بين اسم العراق وطراز المفاعل. أطلق العراق على المفاعل الرئيسي اسم تموز 1 والمفاعل الأصغر تموز 2. يشير تموز إلى الشهر البابلي الذي تسلم فيه حزب البعث السلطة في عام 1968. في 6 أبريل 1979، خرّب عملاء إسرائيليون مفاعل أوزيراك المنتظر شحنه إلى العراق في لا سين سور مير بفرنسا. في 14 يونيو 1980، اغتال عملاء الموساد يحيى المشد، وهو عالم نووي مصري ترأس البرنامج النووي العراقي، في فندق في باريس. في يوليو 1980، سلمت فرنسا العراق شحنة 12.5 كيلوغرام تقريبًا من وقود اليورانيوم عالي التخصيب لاستخدامه في المفاعل. كانت الشحنة الأولى جزءًا من ست شحنات مخطط لها يبلغ مجموع أوزانها 72 كيلوغرامًا. أُفيد بأن اتفاقية الشراء تنص على أنه لا يمكن أن يكون هناك أكثر من شحنتين من وقود اليورانيوم المخصب في العراق في أي وقت، أي 24 كيلوغرامًا.
ادّعى العراق وفرنسا أن المفاعل العراقي مخصص للبحث العلمي السلمي. استبعدت الاتفاقيات بين فرنسا والعراق الاستخدام العسكري. كتبت وكالة الاستخبارات الأميركية الخاصة، ستراتفور، في عام 2007 أن المفاعل الذي يعمل باليورانيوم «يُعتقد أنه على وشك إنتاج البلوتونيوم لأغراض برامج الأسلحة». في خطاب ألقاه في عام 2003، ذكر ريتشارد ويلسون، أستاذ الفيزياء في جامعة هارفارد، والذي فحص المفاعل الذي تضرر جزئيًا في ديسمبر 1982، أن «جمع كمية كافية من البلوتونيوم [للحصول على سلاح نووي] باستخدام مفاعل أوزيراك سيستغرق عقودًا وليس أعوامًا». في عام 2005، علّق ويلسون أيضًا في صحيفة ذا أتلانتيك: «صمم المهندس الفرنسي إيف جيرارد مفاعل أوزيراك، الذي قصفته إسرائيل في يونيو 1981 حصريًا كي لا يلائم صناعة القنابل. كان ذلك واضحًا لي في زيارتي عام 1982.» ذكر ويلسون في مواضع أخرى أن الكثيرين يدّعون أن قصف مفاعل أوزيراك العراقي أدى إلى تأخير برنامج القنابل النووية في العراق. إلا أن البرنامج النووي العراقي قبل عام 1981 كان سلميًا، ولم يكن مفاعل أوزيراك غير ملائم لصنع القنابل فحسب، بل كان خاضعًا لرقابة مكثفة.
أكد ويلسون مرة أخرى في مقابلة أُجريت معه في عام 2012: «ما كان العراقيون ليطوروا سلاحًا نوويًا في أوزيراك. أتحدى أي عالِم في العالم أن يبرهن لي كيف كان بإمكانهم القيام بذلك».
كان العراق من الدول الموقعة على معاهدة الحد من انتشار الأسلحة النووية، ووضع مفاعلاته تحت رقابة الوكالة الدولية للطاقة الذرية. في أكتوبر 1981، نشرت مجموعة علماء الذرة مقتطفات من شهادة روجر ريختر، وهو مفتش سابق في الوكالة الدولية للطاقة الذرية وصف أوجه الضعف في الضمانات النووية للوكالة لدى لجنة مجلس الشيوخ الأمريكي للعلاقات الخارجية. شهد ريختر بأن جزءًا فقط من منشآت العراق النووية يخضع للضمانات وأن أكثر المنشآت حساسية لا تخضع للضمانات. أصدر المدير العام للوكالة الدولية للطاقة الذرية، جون إكلوند، بيانًا يدحض فيه معاينة ريختر لمفاعل أوزيراك وأنه لم يُكلَّف أبدًا بتفتيش المنشآت في الشرق الأوسط. ادعى إكلوند أن إجراءات الضمانات فعالة وأنها أُلحقت بتدابير احترازية اتخذها الموردون النوويون. شكك أنثوني فينبرغ، وهو فيزيائي في مختبر بروكهافن الوطني، في ادعاء ريختر بأن برنامج معالجة الوقود لتصنيع الأسلحة النووية كان يمكن أن يتم سرًا. كتب فينبرغ أنه لم يكن هناك وقود كاف في الموقع لصنع قنبلة واحدة، وأن وجود مئات الفنيين الأجانب كان من شأنه أن يجعل من المستحيل على العراقيين اتخاذ الخطوات اللازمة دون أن يُكشف أمرهم.

## الأسباب
في أواخر عقد السبعينيات، اشترى العراق مفاعل نووي من فرنسا. وقد أدركت المخابرات الإسرائيلية أن الغرض الرئيسي من ذلك هو بناء مفاعل نووي عسكري قد يهدد إسرائيل. وسماه العراق مفاعل تموز، فبدأ التخطيط لتدمير مفاعل تموز في شهر شباط من عام 1980 وخشي رئيس الوزراء الإسرائيلي آنذاك مناحيم بيغن من أن الحكومات الإسرائيلية القادمة قد لا تسمح بهجوم عسكري أو بحدوث الضربة.
أما الطائرات الأمريكية من طراز F16 التي ضربت المفاعل فقد كانت الولايات المتحدة ترغب بتسليمها لإيران ولكن اندلاع الثورة الإيرانية عام 1979 دفع الولايات المتحدة لإلغاء الصفقة، فقامت بتسليمها إلى إسرائيل بدلا من إيران.

## الاستراتيجية والدبلوماسية
في إسرائيل، كانت النقاشات حول الاستراتيجية التي يجب اعتمادها ردًا على تطوير المفاعل العراقي تجري منذ فترة ولاية إسحاق رابين الأولى في المنصب. (1974–1977). يُزعم أن التخطيط والتدريب للعملية بدأ خلال هذه الفترة. بعد أن أصبح مناحم بيجن رئيسًا للوزراء في عام 1977، تكثفت التحضيرات؛ حيث وافق بيغن على بناء نموذج كامل الحجم للمفاعل العراقي ليتمكن الطيارون الإسرائيليون من ممارسة القصف عليه. توفي ثلاثة طيارين إسرائيليين في حوادث أثناء التدريب على المهمة. مات ثلاثة طيارين إسرائيليين في حوادث أثناء التدريب على المهمة.
وزير الخارجية الإسرائيلي موشيه ديان بدأ مفاوضات دبلوماسية مع فرنسا والولايات المتحدة وإيطاليا (حيث أصرت إسرائيل على أن بعض الشركات الإيطالية كانت تعمل كموردين ومقاولين من الباطن) بشأن هذه المسألة ولكنه فشل في الحصول على ضمانات بأن برنامج المفاعل سيتم إيقافه. بالإضافة إلى ذلك، لم تتمكن إسرائيل من إقناع الحكومتين الفرنسيتين برئاسة فاليري جيسكار ديستان وفرنسوا ميتران بوقف دعم البرنامج النووي العراقي. صدام حسين كان يصر باستمرار على أن أوزيراك كان مخصصًا للأغراض السلمية. اعتبر بيجن الخيارات الدبلوماسية غير مجدية، وكان قلقًا من أن إطالة أمد القرار بالهجوم سيؤدي إلى عجز قاتل عن التصرف استجابةً للتهديد المدرك. وفقًا لكارل ب. مولر، في ربيع عام 1979، توصل بيجن إلى استنتاج بأن الهجوم الاستباقي كان ضروريًا.
يكتب أنتوني كوردسمان أن وكالة الاستخبارات الإسرائيلية الموساد نفذت سلسلة من العمليات السرية لوقف البناء أو تدمير المفاعل. في أبريل 1979، زُعم أن عملاء الموساد في فرنسا زرعوا قنبلة دمرت المجموعة الأولى من الهياكل الأساسية للمفاعل بينما كانت في انتظار شحنها إلى العراق. في يونيو 1980، يُقال إن عملاء الموساد اغتالوا يحيى المشد، عالم الذرة المصري الذي كان يعمل على البرنامج النووي العراقي. بعد فترة وجيزة، أصيب مهندسان عراقيان آخران يعملان في البرنامج، سلمان رشيد وعبد الرسول، بالمرض وتوفيّا خلال رحلات إلى سويسرا وفرنسا على التوالي، ويُشتبه في أن الموساد قد سممهم. وقد زُعم أيضًا أن الموساد قصف عدة شركات فرنسية وإيطالية كانت تشتبه في عملها على المشروع، وأرسل رسائل تهديد إلى كبار المسؤولين والتقنيين، مما أدى إلى استقالة عدة تقنيين فرنسيين. بعد القصف في أبريل 1979، أضافت فرنسا بندًا في اتفاقها مع العراق ينص على أن الموظفين الفرنسيين سيتعين عليهم الإشراف على مفاعل أوزيراك في الموقع لمدة عشر سنوات.
الاغتيالات المزعومة تسببت في حالة من الذعر بين العلماء النوويين العراقيين. صدام حسين، القلق بشأن تأثير ذلك على معنويات علماء المشروع، منح مكافآت نقدية وسيارات فاخرة لجميع العلماء الكبار. تم منح أرملة يحيى المشد 300,000 دولار ووعدت بأن تتلقى هي وأطفالها معاشًا مدى الحياة. حصل العلماء العراقيون على مكافآت مالية للسفر الدولي، وهو ما أصبحوا يخافون منه بشكل متزايد، وتلقوا تعليمات حول كيفية تجنب الاغتيالات المحتملة من قبل الموساد.

### الهجوم الإيراني
المقال الرئيسي: عملية السيف المحروق
في هجوم جوي يحمل اسم عملية السيف المحروق، هاجمت إيران الموقع وألحقت به أضرارًا في 30 سبتمبر 1980، باستخدام طائرتين من طراز إف-4 فانتوم، بعد فترة وجيزة من اندلاع حرب إيران والعراق. في بداية الحرب، حث يهوشوا ساجي، مدير مديرية الاستخبارات العسكرية الإسرائيلية، الإيرانيين علنًا على قصف المفاعل. كان الهجوم هو الأول على مفاعل نووي والثالث فقط على منشأة نووية في التاريخ. كانت هذه أيضًا هي المرة الأولى التي يتم فيها الهجوم الوقائي على مفاعل نووي بهدف منع تطوير سلاح نووي.
بسبب المخاوف الإيرانية في اللحظة الأخيرة من أن المفاعل قد تم تزويده بالوقود بالفعل وقد يطلق إشعاعات نووية إذا تم ضربه، لم يهاجموا القبة الفعلية للمفاعل، بل غرفة التحكم، ومرافق البحث/الطرد المركزي، والمباني المجاورة. تم استهداف الأهداف وتضررت المباني، بالإضافة إلى آليات تبريد المنشأة. ضربت طائرتان أخريان من طراز إف-4 محطة الطاقة الرئيسية في بغداد في وقت واحد، مما أدى إلى انقطاع الكهرباء عن المدينة لمدة تقارب اليومين. نفى العراقيون أي أضرار كبيرة. غادر الفنيون الفرنسيون والإيطاليون العراق على الفور، وكادوا أن ينسحبوا من المشروع، لكن بعضهم عاد في فبراير 1981 وبدأوا في إصلاح الأضرار.
تريتا فارسي، في كتابه "التحالف الخائن: التعاملات السرية بين إسرائيل وإيران والولايات المتحدة"، يكتب أن مسؤولًا إسرائيليًا رفيع المستوى التقى بممثل للخميني في فرنسا قبل شهر من الهجوم الإسرائيلي. مصدر الادعاء هو آري بن ميناش، موظف حكومي إسرائيلي سابق. في الاجتماع المزعوم، أوضح الإيرانيون تفاصيل هجومهم على الموقع عام 1980، ووافقوا على السماح للطائرات الإسرائيلية بالهبوط في مطار إيراني في تبريز في حالة الطوارئ. بينما كانت الحكومة الإيرانية الجديدة معادية رسميًا لإسرائيل، بسبب وجود عدو مشترك بين البلدين (العراق)، ومخاوف إيران من أن العراقيين سيصنعون قنبلة ذرية لاستخدامها ضدهم، عملوا سرًا مع إسرائيل لمنع حدوث مثل هذا التطور.

### التخطيط العملياتي
كانت المسافة بين القواعد العسكرية الإسرائيلية وموقع المفاعل كبيرة—أكثر من 1600 كيلومتر. سيتعين على الطائرات الإسرائيلية انتهاك الأجواء الأردنية و/أو السعودية في رحلة سرية فوق أراضٍ أجنبية، مما يجعل التزود بالوقود في الجو غير ممكن. في النهاية، خلص الإسرائيليون إلى أن سربًا من طائرات إف-16أي المحملة بالوقود والأسلحة الثقيلة، مع مجموعة من طائرات إف-15أي لتوفير الغطاء الجوي والدعم القتالي، يمكنه تنفيذ ضربة جراحية لإزالة موقع المفاعل دون الحاجة للتزود بالوقود.
كان القرار بالمضي قدمًا في العملية موضع جدل شديد داخل حكومة بيغن. قال أرييل شارون، عضو مجلس الوزراء الأمني، لاحقًا إنه كان من بين الذين دعوا الى قصف المفاعل. كان دايان، وزير الدفاع (حتى أواخر عام 1980) عيزر وايزمن ونائب رئيس الوزراء يغائيل يادين من بين المعارضين. وفقًا لمولر، "يكمن الاختلاف الرئيسي بين الصقور والحمام في هذه القضية في تقديرهم للتكاليف السياسية الدولية المحتملة لضربة جوية". يشير شاي فيلدمان إلى أن (المعارضين)] كانوا يخشون أن تؤدي العملية إلى تقويض عملية السلام الهشة بين إسرائيل ومصر، وزيادة القلق العربي بشأن مكانة إسرائيل في المنطقة، وإلحاق الضرر بالعلاقات الإسرائيلية-الفرنسية". بيجن ومؤيدوه، بما في ذلك شارون، كانوا أقل تشاؤماً بكثير من خصومهم بشأن التداعيات السياسية. جادل يهوشوا ساجوي بضرورة مواصلة الجهود في محاولة إيجاد حل غير عسكري حيث سيستغرق الأمر من العراقيين خمس إلى عشر سنوات لإنتاج المواد اللازمة لصنع سلاح نووي. في النهاية، اختار بيجن إصدار أمر الهجوم بناءً على تقدير أسوأ حالة حيث يمكن إنشاء سلاح في غضون سنة إلى سنتين. وفقًا لرونين برغمان، أخبر مدير الموساد إسحاق حوفي بيجن في أكتوبر 1980 أن حملة الاغتيالات والتخريب التي قام بها الموساد لم تستطع إيقاف البرنامج النووي العراقي وأن الطريقة الوحيدة لوضع حد له هي ضربة جوية.
دافع رئيس الوزراء بيجن عن توقيت القصف قائلاً إن الهجوم في وقت لاحق، بعد أن يصبح المفاعل قيد التشغيل، قد يتسبب في وصول جرعات مميتة من التلوث الإشعاعي إلى بغداد. خلص تحليل أجراه وارن دونيلي من خدمة أبحاث الكونغرس الأمريكي إلى أن "الهجوم بقنابل تقليدية على المفاعل أثناء تشغيله من غير المرجح أن يتسبب في تعرض مميت للإشعاع في بغداد، على الرغم من أن بعض الأشخاص في موقع المفاعل قد يتعرضون لبعض الإشعاع". كان هذا هو الاستنتاج المماثل لهربرت غولدشتاين من جامعة كولومبيا باستخدام عوامل الإفراج من الوكالة الدولية للطاقة الذرية، حيث سيكون التلوث القاتل محصورًا بالقرب من المفاعل وستكون كميات صغيرة من الإشعاع قابلة للاكتشاف في بغداد على افتراض أن الرياح كانت تهب في ذلك الاتجاه.
في أكتوبر 1980، أفاد الموساد بيجن بأن مفاعل أوزيراك سيكون مزودًا بالوقود ويعمل بحلول يونيو 1981. ساعدت هذه التقييم بشكل كبير الصور الاستطلاعية التي قدمتها الولايات المتحدة، باستخدام قمر كيه إتش-11 كينين الصناعي. قال الفنيون الفرنسيون الذين قاموا بتركيب المفاعل لاحقًا إنه كان من المقرر أن يصبح جاهزًا للتشغيل فقط بحلول نهاية عام 1981. ومع ذلك، في أكتوبر 1980، صوتت الحكومة الإسرائيلية (بغياب ديان) أخيرًا 10-6 لصالح شن الهجوم.

### الإجراءات الأولية الإسرائيلية/الإيرانية
المقال الرئيسي: الهجوم على اتش 3
بعد الموافقة على عملية أوبرا، بدأ الإسرائيليون في التخطيط لمهمتهم ضد أوزيراك. تم وضع الإجراء الأساسي للهجوم الجوي في وقت مبكر من عام 1979. ومع ذلك، كان الإسرائيليون بحاجة إلى معلومات استخباراتية فوتوغرافية حول تخطيط المصنع. يُزعم أن هذه المهمة وقعت على عاتق الإيرانيين. بدلاً من تنفيذ غارة جوية متابعة بعد هجومهم في سبتمبر، في 30 نوفمبر 1980، قامت طائرة استطلاع إيرانية من طراز إف-4 فانتوم بالتقاط صور لمفاعل أوزيراك. يُزعم أن الصور وُضعت في حاوية معدنية سرية للغاية، وقام بعض عناصر الجيش الإيراني بتسليمها إلى الإسرائيليين. بهذه الصور، بدأ الإسرائيليون في التخطيط لعملية أوبرا.
بدأ فريق من الطيارين الإسرائيليين باستخدام طائرات إيه-4 سكاي هوك بالتدرب فوق البحر الأبيض المتوسط استعدادًا للهجوم. بعد فترة وجيزة، تلقى الإسرائيليون أول شحنة متفق عليها من طائرات (الدفعة الأولى كانت مخصصة في الأصل لإيران، ولكن بسبب الثورة الإيرانية عام 1979، استلمت القوات الجوية الإسرائيلية دفعاتها قبل الموعد المحدد). سيتم استخدام طائرات إف-16 الجديدة في الغارة. طائرات إف-4 فانتوم الإسرائيلية قامت أيضًا بمهام استطلاعية فوق مناطق جنوب وغرب العراق. بينما كانت القوات الجوية العراقية مشغولة بمحاربة الإيرانيين، في إحدى المناسبات، طاردت طائرة ميغ-21 عراقية طائرة إف-4 إسرائيلية؛ نفد وقود الطائرة العراقية واضطر الطيار للقفز بالمظلة. ومع ذلك، في مهامهم، اكتشف الإسرائيليون منطقة عمياء على الرادار العراقي، على الحدود مع السعودية. بينما كان العراقيون على علم بالمنطقة العمياء، لم يعالجوا المشكلة لأنهم لم يتوقعوا حربًا مع السعودية.
كانت القوات الجوية العراقية تهديدًا محتملاً للإسرائيليين (كما أظهر اعتراض طائرة ميغ-21) وقد ردعت إسرائيل إلى حد ما عن الهجوم حتى الآن. ومع ذلك، كانت إسرائيل تتمتع بميزة كون العراق مشغولاً في محاربة إيران. في 4 أبريل 1981، شنت القوات الجوية الإيرانية هجومًا كبيرًا على قاعدة اتش-3 الجوية العراقية في الجزء الغربي من البلاد. (بالقرب من الاردن واسرائيل). نفذت ثماني طائرات إيرانية من طراز إف-4 فانتوم مهمة قصف بعيدة المدى وضربت القاعدة الجوية. زعمت إيران أن 48 طائرة عراقية دمرت، على الرغم من أن الاستخبارات الأمريكية خلصت إلى أن 27 طائرة دمرت و11 أخرى تضررت. من بين الطائرات التي تم استهدافها كان هناك طائرتان من طراز توبوليف تو-22 وثلاث طائرات من طراز توبوليف تو-16 القاذفات الاستراتيجية. (والتي كان من الممكن استخدامها للرد على إسرائيل في حالة وقوع هجوم.). كانت الهجوم ضربة شديدة للقوة الجوية العراقية، ومنح إيران بشكل كبير التفوق الجوي على العراق. كانت الطائرات الإسرائيلية الاستطلاعية تراقب العراق خلال الهجوم، ولاحظت أن القوات الجوية العراقية قد تدهورت بشكل كبير وأن قدرتها على الرد قد ضعفت. كانت الطائرات الإسرائيلية الاستطلاعية تراقب العراق أثناء الهجوم، ولاحظت أن القوات الجوية العراقية قد تدهورت بشكل كبير وأن قدرتها على الرد قد ضعفت.

## التنفيذ
يهودا زفي بلوم، في خطاب أمام مجلس الأمن التابع للأمم المتحدة بعد الهجوم، زعم أن العملية أُطلقت في ظهر يوم الأحد على افتراض أن العمال الموجودين في الموقع، بما في ذلك الخبراء الأجانب العاملين في المفاعل، كانوا قد غادروا. على الرغم من هذا الاحتياط، كان هناك المئات من العمال الفرنسيين وغيرهم من الجنسيات في المصنع في وقت الهجوم.
تكونت سرب الهجوم من ثمانية طائرات إف-16أي، كل منها مزود بقنبلتين غير موجهتين من طراز مارك-84 وزن 2000 رطل (910 كجم) مع تأخير في الانفجار. تم تكليف سرب مكون من ست طائرات إف-15أي للعملية لتوفير دعم مقاتلات.السياق:
كان طيارو طائرات إف-16أي هم زئيف راز، آموس يادلين، دابي يافي، حاغاي كاتس، أمير نحومي، إفتاح سبيكتور، ريليك شافير، وإيلان رامون. قاد راز الهجوم وتم تكريمه لاحقًا من قبل رئيس الأركان لقيادته. رامون، الذي كان أصغر طيار يشارك في العملية، أصبح لاحقًا أول رائد فضاء إسرائيلي وتوفي في كارثة مكوك الفضاء كولومبيا.
بدأت العملية في 7 يونيو 1981، في الساعة 15:55 بالتوقيت المحلي. (12:55 غرينتش). غادرت الطائرات الإسرائيلية قاعدة إتزيون الجوية، طائرة دون معارضة في الأجواء الأردنية والسعودية. كانت الطائرات الإسرائيلية محملة بشكل كبير لدرجة أن خزانات الوقود الخارجية التي كانت مثبتة على الطائرات استنفدت أثناء الطيران. تم التخلص من الخزانات فوق صحراء السعودية.
الملك حسين من الأردن، الذي كان يقضي إجازته في خليج العقبة، شهد الطائرات وهي تحلق فوق يخته، ولاحظ علامات إسرائيلية عليها. مع الأخذ في الاعتبار موقع الطائرات واتجاهها وتسليحها، استنتج حسين بسرعة أن المفاعل العراقي هو الهدف الأكثر احتمالاً. اتصل حسين على الفور بحكومته وأمر بإرسال تحذير إلى العراقيين. ومع ذلك، بسبب فشل في الاتصالات، لم يتم استلام الرسالة أبدًا ودخلت الطائرات الإسرائيلية الأجواء العراقية دون أن تُكتشف.
عند الوصول إلى الأجواء العراقية، انقسم السرب، حيث شكل اثنان من طائرات إف-15 مرافقة قريبة لسرب إف-16، وتشتتت طائرات إف-15 المتبقية في الأجواء العراقية كوسيلة تشتيت واستعداد احتياطي. انخفضت سرب الهجوم إلى 30 مترًا (98 قدمًا) فوق صحراء العراق، محاولين الطيران تحت رادار الدفاعات العراقية.
في الساعة الرابعة إلا عشر دقائق عصرا من يوم 7 حزيران عام 1981 قام سرب من المقاتلات الحربية الإسرائيلية يتألف من مقاتلات إف 16 وإف 15 بالطيران انطلاقا من قاعدته في صحراء سيناء التي كانت تحت السيطرة الإسرائيلية بارتفاع يتراوح ما بين 90 و 150 مترا. ولقد وصلت الطائرات الإسرائيلية التي كان طياروها يتحدثون العربية للتمويه إلى مفاعل تموز بعد أقل من ساعتين وما أن حلّت الساعة السادسة إلا عشرين دقيقة عصرا حتى هبطت الطائرات الإسرائيلية في قاعدتها في إسرائيل مجددا وذلك بعد أن استغرقت دقيقتين تقريبا في إطلاق 16 قنبلة، أصابت 14 منها هدفها بدقة ولكن دون أن ينهار المبنى الذي تعرض إلى أضرار جسمية. وقُتل في العملية 11 شخص منهم تقني فرنسي الجنسية كان عميلا للمخابرات الإسرائيلية، وبحسب كتاب ألّفه إسرائيلي عن الموساد، ذكر فيه إن التقني الفرنسي كان هو من ساعد في وضع جهاز تحديد الموقع داخل المفاعل، ولم يُعرف سبب عدم مغادرته للمفاعل قبل القصف حتى الآن.

## رد الفعل السياسي الدولي
رد الفعل الدولي في الأمم المتحدة اتخذ مسارين. أصدر مجلس الأمن التابع للأمم المتحدة ردًا بالإجماع وفوريًا تقريبًا في 19 يونيو 1981، بعد ثمانية اجتماعات وتصريحات من العراق والوكالة الدولية للطاقة الذرية. قرار مجلس الأمن 487 أدان الهجوم بشدة باعتباره "انتهاكًا واضحًا لميثاق الأمم المتحدة ومعايير السلوك الدولي" ودعا إسرائيل إلى الامتناع عن مثل هذه الهجمات في المستقبل؛ اعترف المجلس بحق العراق في "إقامة برامج للتطوير التكنولوجي والنووي" ودعا إسرائيل إلى الانضمام إلى العراق ضمن "نظام ضمانات الوكالة الدولية للطاقة الذرية" لمعاهدة عدم انتشار الأسلحة النووية. كما ذكر المجلس اعتباره أن العراق "يستحق تعويضًا مناسبًا عن الدمار الذي عانى منه." صوتت الولايات المتحدة لصالح القرار وأوقفت تسليم أربع طائرات إف-16 إلى إسرائيل، لكنها منعت اتخاذ إجراءات عقابية من قبل الأمم المتحدة. تم رفع تعليق تسليم الطائرات بعد شهرين.
تبع الجمعية العامة للأمم المتحدة مجلس الأمن بقرار رقم 36/27 في 13 نوفمبر 1981، معبرة عن قلقها العميق ومدينة إسرائيل بسبب "العمل العدواني المتعمد وغير المسبوق"، ومطالبة إسرائيل بدفع تعويضات فورية وكافية عن الأضرار وفقدان الأرواح التي تسببت بها. كما حذرت القرار إسرائيل بشكل جاد من اتخاذ مثل هذه التدابير في المستقبل.
النقاش قبل تمرير قرار الأمم المتحدة عكس مواقف الدول الأعضاء المختلفة بشأن قضايا مثل انتشار الأسلحة النووية في المنطقة وملاءمة ومشروعية أفعال إسرائيل. قال المندوب العراقي إن "الدوافع وراء الهجوم الإسرائيلي كانت لتغطية امتلاك إسرائيل للأسلحة النووية، والأهم من ذلك، العزم على عدم السماح للأمة العربية باكتساب المعرفة العلمية أو التقنية." سوريا طالبت بإدانة إسرائيل ليس فقط بسبب الإرهاب ضد الشعوب العربية، بل أيضًا الولايات المتحدة، "التي تستمر في تزويد إسرائيل بأدوات التدمير كجزء من تحالفها الاستراتيجي." صرح ممثل فرنسا أن الغرض الوحيد من المفاعل هو البحث العلمي. أكد المدير العام للوكالة الدولية للطاقة الذرية أن عمليات التفتيش على المفاعلات النووية البحثية بالقرب من بغداد لم تكشف عن أي عدم امتثال لاتفاق الضمانات.
اجتمع مجلس محافظي الوكالة الدولية للطاقة الذرية في الفترة من 9 إلى 12 يونيو وأدان عمل إسرائيل. طلب المجلس أيضًا النظر في احتمال تعليق امتيازات وحقوق عضوية إسرائيل في المؤتمر العام المقبل الذي تعقده المنظمة. في 26 سبتمبر 1981، أدان مؤتمر الوكالة الدولية للطاقة الذرية الهجوم وصوّت على تعليق جميع المساعدات الفنية لإسرائيل. تم تقديم مشروع قرار لطرد إسرائيل من الوكالة الدولية للطاقة الذرية، لكن الاقتراح هُزم. جادلت الولايات المتحدة بأن الهجوم لم يكن انتهاكًا لنظام الوكالة الدولية للطاقة الذرية وأن اتخاذ إجراءات عقابية ضد إسرائيل سيلحق ضررًا كبيرًا بالوكالة ونظام عدم انتشار الأسلحة النووية.
الهجوم لقي انتقادات شديدة حول العالم، بما في ذلك الولايات المتحدة. سراً، كتب الرئيس ريغان في مذكراته في يوم الهجوم، "أقسم أنني أعتقد أن يوم القيامة قريب"، مضيفاً عن قرار بيجن، "كان يجب أن يخبرنا نحن والفرنسيين، كنا نستطيع أن نفعل شيئاً لإزالة التهديد." جوناثان ستيل، في مقال له في صحيفة الغارديان، وصف رد الفعل:
كان العالم غاضبًا من غارة إسرائيل في 7 يونيو 1981. "الهجوم المسلح في مثل هذه الظروف لا يمكن تبريره." "إنه يمثل انتهاكًا خطيرًا للقانون الدولي"، صاحت مارغريت ثاتشر. جين كيركباتريك، السفيرة الأمريكية لدى الأمم المتحدة والمحاضرة الصارمة مثل رئيسة الوزراء البريطانية آنذاك، وصفت ذلك بأنه "مروع" وقارنتها بغزو الاتحاد السوفيتي لأفغانستان. كانت الصحف الأمريكية بنفس القدر من الفظاظة. قالت صحيفة نيويورك تايمز: "الهجوم المفاجئ لإسرائيل ... كان عملاً من أعمال العدوان غير المبرر وقصير النظر". وصفت صحيفة لوس أنجلوس تايمز ذلك بأنه "إرهاب مدعوم من الدولة".

## التداعيات
قُتل عشرة جنود عراقيين ومدني فرنسي واحد في الهجوم. المدني الذي قُتل كان المهندس داميان شوسبي، الذي وُصف بأنه في الرابعة والعشرين أو الخامسة والعشرين من عمره، وكان موظفًا في شركة إير ليكيد والوكالة الحكومية الفرنسية سي إي أي. في عام 1981، وافقت إسرائيل على دفع تعويض لعائلة شوسبيي.
قال العراق إنها ستعيد بناء المنشأة ووافقت فرنسا، من حيث المبدأ، على المساعدة في إعادة الإعمار. بسبب مزيج من العوامل، بما في ذلك حرب إيران والعراق، والضغط الدولي، ومشاكل الدفع العراقية، انهارت المفاوضات في عام 1984 وانسحبت فرنسا من المشروع. ظل مرفق أوزيراك في حالته المتضررة حتى حرب الخليج الثانية عام 1991، عندما دُمّر بالكامل بواسطة الضربات الجوية اللاحقة للتحالف من قبل القوات الجوية الأمريكية، وكان أحدها هو غارة حزمة كيو الجوية. خلال الحرب، وقع 100 من أصل 120 عضوًا في الكنيست رسالة تقدير لمناحيم بيجن، شاكين له على أمره بشن الهجوم على أوزيراك.خ في يوليو 1991، ادعى بيجن، في مقابلة نادرة أجراها مع إذاعة الجيش الإسرائيلي، أن حرب الخليج، وخاصة الهجمات العراقية بصواريخ سكود على إسرائيل خلال تلك الحرب، قد بررت قراره بقصف المفاعل.
ردًا على فشلهم في منع هجوم أوزيراك (والهجوم السابق على اتش-3)، أمر صدام حسين بإعدام العقيد فخري حسين جابر، رئيس منطقة الدفاع الجوي الغربي للعراق، وجميع الضباط تحت قيادته الذين هم برتبة رائد فما فوق. بالإضافة إلى ذلك، تم سجن 23 طيارًا وضابطًا عراقيًا آخرين.
الهجوم وقع قبل حوالي ثلاثة أسابيع من الانتخابات التشريعية الإسرائيلية لعام 1981. انتقد زعيم المعارضة شمعون بيريز العملية باعتبارها مناورة سياسية، وهو ما لم يلقَ قبولاً لدى الناخبين. يكتب دان بيري أن "قصف أوزيراك—وضعف الحكم السياسي لبيريز في انتقاده—كانا حاسمين في تغيير مجرى ما بدا في البداية حملة انتخابية ميؤوس منها لحزب الليكود". رد بيجن على اتهام بيريز في تجمع لحزب الليكود: "أيها اليهود، أنتم تعرفونني منذ أربعين عامًا، منذ أن عشت في حي حسيدوف في بتاح تكفا لأقاتل من أجل الشعب اليهودي (في إشارة إلى أيام بيجن المجهولة في الإرجون). هل سأرسل أولادًا يهودًا ليخاطروا بالموت—أو الأسر الذي هو أسوأ من الموت، لأن هؤلاء المتوحشين كانوا سيعذبون أولادنا بشكل مروع—من أجل الانتخابات؟ في 30 يونيو، أعيد انتخاب حزب الليكود على حساب حزب بيريز، بفوز بفارق مقعد واحد فقط في الكنيست.
حكومة الولايات المتحدة كانت قد فوجئت تمامًا بالهجوم. قال مسؤول سابق رفيع في الاستخبارات الأمريكية للصحفي الإسرائيلي رونين برغمان إن الفشل في اكتشاف التحضيرات للهجوم تم اعتباره فشلاً استخباراتياً خطيراً داخل مجتمع الاستخبارات الأمريكي، وأنه أدى إلى تشكيل فريق خاص داخل الاستخبارات الأمريكية للتحقيق في الفشل في اكتشاف التحضيرات لعملية بهذا الحجم داخل سلاح الجو الإسرائيلي، والاستخبارات العسكرية، والموساد، والنظام السياسي.
في عام 2009، طالب رئيس وزراء العراق نوري المالكي بأن تعوض إسرائيل العراق عن تدمير المفاعل. أكد مسؤول عراقي أن حق العراق في التعويض مدعوم بالقرار 487 الذي اعتمده مجلس الأمن التابع للأمم المتحدة ردًا على الهجوم. في أوائل عام 2010، أفادت صحيفة السياسة اليومية، نقلاً عن عضو برلمان عراقي لم يُذكر اسمه، بأن المسؤولين العراقيين قد تلقوا كلمة من الأمانة العامة للأمم المتحدة تفيد بأن الحكومة العراقية يحق لها المطالبة بالتعويض من إسرائيل عن الأضرار التي سببها الهجوم.

## التقييمات
تدعي إسرائيل أن الهجوم أعاق الطموحات النووية للعراق لمدة لا تقل عن عشر سنوات. في مقابلة عام 2005، أعرب بيل كلينتون عن دعمه للهجوم: "يتحدث الجميع عن ما فعله الإسرائيليون في أوزيراك، في عام 1981، والذي أعتقد، عند النظر إلى الوراء، أنه كان شيئًا جيدًا حقًا." كما تعلم، لقد حال ذلك دون تطوير صدام للقوة النووية." كتب لويس رينيه بيريس في عام 1995 أن "(لولا الغارة الرائعة على أوزيراك، لكان من الممكن أن تكون قوات صدام مزودة برؤوس حربية نووية في عام 1991)."
في عام 2010، قال قائد الوحدة زئيف راز عن العملية: "لم يكن هناك أدنى شك في أذهان صانعي القرار أننا لا يمكننا المخاطرة." كنا نعلم أن العراقيين يمكنهم فعل ما فعلناه بالضبط في ديمونا."
في خريف عام 1981، ناقش كينيث والتز التداعيات الناتجة عن الضربة:
في ضرب العراق، أظهرت إسرائيل أن الضربة الوقائية يمكن تنفيذها، وهو أمر لم يكن محل شك. ومع ذلك، فإن فعل إسرائيل وعواقبه يوضحان أن احتمال تحقيق إنجاز مفيد منخفض. ضربة إسرائيل زادت من عزيمة العرب على إنتاج الأسلحة النووية. الدول العربية التي قد تحاول القيام بذلك ستكون الآن أكثر سرية وحذراً. ضربة إسرائيل، بعيدة كل البعد عن إغلاق مستقبل العراق النووي، حصلت على دعم بعض الدول العربية الأخرى في السعي لتحقيقه. ورغم تعهد رئيس الوزراء بيجن بالضرب كلما دعت الحاجة، فإن المخاطر في القيام بذلك ستزداد مع كل مناسبة.
تشارلز ر. هـ. تريپ، في مقابلة بمناسبة الذكرى الخامسة والعشرين للهجوم، وصف قصف أوزيراك بأنه تنويع للعقيدة العسكرية الإسرائيلية التي بدأت منذ رئاسة دافيد بن غوريون للوزراء، "داعياً إلى ضربات استباقية مدمرة ضد الأعداء العرب." أكد تريپ، "الهجوم على أوزيراك هو سلوك غير قانوني—وقد أوضح القرار 487 ذلك—لكنه سلوك مفهوم إذا كنت المؤسسة العسكرية-الأمنية الإسرائيلية."
بعد الغزو الذي قادته الولايات المتحدة للعراق في عام 2003، استولت القوات الأمريكية على عدد من الوثائق التي تفصل المحادثات التي أجراها صدام حسين مع دائرته المقربة. في حديث عام 1982، قال حسين: "بمجرد أن تخرج العراق منتصرة (على إيران)، لن يكون هناك أي إسرائيل." فيما يتعلق بمساعي إسرائيل ضد العراق، أشار صدام إلى أن "تقنيًا، هم (الإسرائيليون) محقون في جميع محاولاتهم لإلحاق الضرر بالعراق."
توم موريارتي، محلل استخبارات عسكرية للقوات الجوية الأمريكية، كتب في عام 2004 أن إسرائيل "قامرت بأن الضربة ستكون ضمن حدود تحمل العراق." يجادل موريارتي بأن العراق، الذي كان بالفعل في خضم حرب مع إيران، لن يبدأ حربًا مع إسرائيل في نفس الوقت وأن "عتبة تحمله كانت أعلى من المعتاد".
جوزيف سيرينسيوني، الذي كان آنذاك مدير عدم انتشار الأسلحة في مؤسسة كارنيغي للسلام الدولي، كتب في عام 2006:
نفذت إسرائيل غارة عسكرية رائعة، مستهدفة أهدافًا بدقة كبيرة على مسافات طويلة. لكن القصف أضر بإسرائيل أكثر من العراق. لقد أضر ذلك بسمعة إسرائيل الدولية بشكل أكبر، وتفاقم الأمر لاحقًا بالغزو الفاشل للبنان عام 1982، مما جعل العراق يبدو ضحية للعدوان الإسرائيلي.
على النقيض من ذلك، ذكر الباحثون العراقيون أن البرنامج النووي العراقي ببساطة انتقل إلى السرية، وتنوع، وتوسع. خضر حمزة، عالم نووي عراقي، أدلى بالتصريح التالي في مقابلة على برنامج "كروس فاير" على قناة سي ان ان في عام 2003:
"إسرائيل—في الواقع، ما فعلته إسرائيل هو أنها أزالت الخطر الفوري من الطريق. لكنه خلق خطرًا أكبر بكثير على المدى الطويل. ما حدث هو أن صدام أمرنا - كنا 400 ... عالم وتقني يديرون البرنامج. وعندما قصفوا ذلك المفاعل، كنا قد استثمرنا أيضًا 400 مليون دولار. وكان المفاعل الفرنسي والخطط المرتبطة به من إيطاليا. عندما قصفوه، أصبحنا 7000 مع استثمار بقيمة 10 مليارات دولار لبرنامج سري، أكبر بكثير، تحت الأرض لصنع مواد القنابل عن طريق تخصيب اليورانيوم. قمنا بإسقاط المفاعل بالكامل، الذي كان يحتوي على البلوتونيوم لصنع الأسلحة النووية، وانتقلنا مباشرة إلى تخصيب اليورانيوم. ... قدّروا (إسرائيل) أننا سننتج 7 كيلوجرامات (15 رطلاً) من البلوتونيوم في السنة، وهو ما يكفي لصنع قنبلة واحدة. فهم خافوا وقاموا بقصفه. في الواقع كان أقل بكثير من هذا، وكان سيستغرق وقتًا أطول بكثير. لكن البرنامج الذي بنيناه لاحقًا في سرية كان سيصنع ست قنابل في السنة."
وبالمثل، كتب العالم النووي العراقي عماد خدوري في عام 2003 أن قصف أوزيراك أقنع القيادة العراقية ببدء برنامج كامل للأسلحة النووية. قال وزير الدفاع الأمريكي ويليام بيري في عام 1997 إن العراق أعاد تركيز جهوده في مجال الأسلحة النووية على إنتاج اليورانيوم المخصب بدرجة عالية بعد الغارة. استمر اهتمامها بالحصول على البلوتونيوم كمادة انشطارية للأسلحة، ولكن بأولوية أقل.
في تقرير دولفر، الذي أصدرته فريق الاستقصاء المتعلق بالعراق في عام 2004، يُذكر أن البرنامج النووي العراقي "توسع بشكل كبير" بشراء المفاعل الفرنسي في عام 1976، وأن "قصف إسرائيل لمفاعل أوزيراك النووي العراقي حفز صدام على تعزيز الجيش العراقي لمواجهة إسرائيل في أوائل الثمانينيات." بوب وودورد، في كتابه "حالة الإنكار"، يكتب: كانت الاستخبارات الإسرائيلية مقتنعة بأن ضربتها في عام 1981 على مفاعل أوزيراك النووي الذي يبعد حوالي 10 أميال (16 كم) خارج بغداد قد أنهت برنامج صدام. بدلاً من ذلك، بدأت تمويلًا سريًا لبرنامج نووي يحمل الاسم الرمزي "بي سي3" يشمل 5000 شخص يختبرون ويبنون مكونات لقنبلة نووية.
كتب ريتشارد ك. بيتس أن "لا يوجد دليل على أن تدمير إسرائيل لأوزيراك قد أخر برنامج العراق للأسلحة النووية." الهجوم قد يكون قد سرعه بالفعل. قال دان ريتر مرارًا وتكرارًا إن الهجوم كان فشلًا خطيرًا: المفاعل الذي تم قصفه لم يكن له أي علاقة بأبحاث الأسلحة، بينما "قد يكون الهجوم قد زاد من التزام صدام بالحصول على الأسلحة." في عام 2011، واستنادًا إلى مصادر عراقية جديدة، قالت مالفريد براوت-هيغهامر إن الهجوم: "...أدى إلى إطلاق برنامج سري للأسلحة النووية لم يكن موجودًا من قبل... بعد عقد من الزمن، كانت العراق على أعتاب قدرة على امتلاك الأسلحة النووية." هذه الحالة تشير إلى أن الهجمات الوقائية يمكن أن تزيد من خطر انتشار الأسلحة النووية على المدى الطويل الذي تشكله الدولة المستهدفة. في مكان آخر، كتبت: تدمير مفاعل أوزيراك لم يؤخر تطوير خيار الأسلحة النووية لأن المفاعل لم يكن مقصودًا أبدًا أن يكون جزءًا من هذا الجهد. المرفق الذي تم تزويده من قبل الفرنسيين كان خاضعًا لحماية صارمة ومصممًا لضمان عدم قدرة العراق على إنتاج البلوتونيوم المستخدم في الأسلحة. أظهرت دراسة للمفاعل أجراها الفيزيائي من جامعة هارفارد ريتشارد ويلسون بعد الهجوم أن المنشأة لم تكن مناسبة لإنتاج البلوتونيوم المستخدم في الأسلحة. نتيجة لذلك، لم يقلل الهجوم من خطر أن العراق سيطور أسلحة نووية. على العكس من ذلك، فقد أدى إلى جهد أكثر تصميماً وتركيزاً للحصول على الأسلحة النووية.
بعد عاصفة الصحراء، شكر ديك تشيني، وزير الدفاع الأمريكي آنذاك، قائد المهمة الإسرائيلية على "العمل الرائع الذي قام به في البرنامج النووي العراقي عام 1981". بينما يناقش العديد من العلماء قيمة القصف، لم تكن العراق تمتلك أسلحة نووية عند اندلاع حرب الخليج، ووفقًا لتشيني، فإن القصف جعل عملية عاصفة الصحراء أسهل. الاستخدام الثاني لعقيدة بيغن كان عملية بستان في عام 2007، وهي غارة جوية إسرائيلية على هدف نووي سوري مزعوم. مثل عملية أوبرا، كانت نفس أنواع الطائرات متورطة، على الرغم من أن أدوارها كانت معكوسة حيث كانت طائرات إف-15إل تحمل القنابل بينما كانت طائرات إف-16إل توفر الحماية.